# たつの市立小宅小学校
たつの市立小宅小学校（たつのしりつ おやけしょうがっこう）は、たつの市（旧龍野市）龍野町日飼にある公立小学校である。

## 概要
たつの市内の小学校では、児童数・教員数ともに一番多い。

## 沿革
- 1872年（明治5年）8月 - 学制発布により、洲田小学校、漸進小学校、片山小学校、中井小学校、宮畔小学校を創立する
- 1876年（明治9年）6月 - 上記の学校を廃し、揖東郡日飼村に又新小学校を新築する。町制施行により小宅村一円を学区とする。（島田、日飼、富永、四箇、大道、堂本、北村、宮脇、中村、末政、片山、中井）
- 1885年（明治18年） - 学区変更により校舎を宮脇村に移し、宮南尋常簡易小学校と改称
- 1892年（明治25年）
  - 4月 - 校舎を日飼の現在位置[要出典]に建立し、小宅村立小宅尋常小学校と改称
  - 11月 - 新築校舎が落成する
- 1907年（明治40年） - 高等科を独立して設置、小宅尋常高等小学校と改称
- 1921年（大正10年）4月 - 本館を建築
- 1928年（昭和3年）4月 - 講堂を建築
- 1941年（昭和16年）4月 - 国民学校令施行により、小宅村立小宅国民学校と改称
- 1947年（昭和22年）4月 - 小宅村は龍野町と合併、龍野町立小宅小学校と改称
- 1951年（昭和26年）4月 - 龍野市制施行により、龍野市立小宅小学校と改称
- 1954年（昭和29年）4月 - 3棟2階建の校舎が竣工
- 1955年（昭和30年）4月 - 講堂を移築し完成、現在の校歌を制定（三木露風作詞・近衛秀麿作曲）
- 1960年（昭和35年）12月 - 本館を竣工
- 1968年（昭和43年）7月 - プールが完成
- 1978年（昭和53年）
  - 6月12日 - 体育館建築の起工式を行う
  - 7月10日 - 南校舎鉄筋3階建の起工式を行う
- 1979年（昭和54年）3月  - 体育館・南校舎が竣工
- 1982年（昭和57年）3月20日 - 本館・給食室が竣工
- 1998年（平成10年）7月 - 運動場南に新プールが完成
- 2003年（平成15年）8月 - 南館耐震補強大規模改造を行う
- 2004年（平成16年）10月 - 体育館耐震補強大規模改造を行う
- 2005年（平成17年）10月1日 - 龍野市、揖保郡新宮町、揖保川町、御津町の合併により、たつの市立小宅小学校と改称

## 校訓
当校の校章（制定年度不明）の由来を受け継がれて制定されたもの
- 鏡（知・知育）- 溢れる知性・正しい判断力
- 玉（仁・徳育）- 豊かな心・思いやりの心・奉仕する精神
- 剣（勇・体育）- たくましい体・真の勇気

## 教育目標

### 学校教育目標
- 夢や目標をもち、自立して未来への道を切り開く子どもたちの生きる力を育む（2021年度[2]）
  - 学校像 - 整った教育環境のもと、児童の瞳が輝き、安心して学べる学校
  - 児童像 - 仲間を大切にし、切磋琢磨しながら共に伸びていく子
  - 教職員像 - 使命感溢れ、熱意と向上心を持ち研鑽に励み、児童・保護者・地域から信頼される教職員

## 通学区域
旧小宅村区域に相当。たつの市龍野町のうち、たつの市立龍野小学校区と通学区域を二分している。
- 龍野町小宅北、龍野町島田、龍野町日飼、龍野町富永、龍野町四箇、龍野町大道、龍野町堂本、龍野町宮脇、龍野町中村、龍野町末政、龍野町片山、龍野町中井

## 校区内の主な施設
- たつの市立小宅北こども園
- たつの市立龍野東中学校（進学先中学校[3]）
- 本龍野駅前郵便局
- たつの市産業振興センター
- ヒガシマル醤油本社

## 交通
- JR西日本姫新線 本竜野駅より約750m

## 通学区域が隣接している学校
- たつの市立誉田小学校
- たつの市立揖保小学校
- たつの市立半田小学校
- たつの市立揖西東小学校
- たつの市立龍野小学校
- たつの市立越部小学校
- たつの市立神岡小学校
- 姫路市立太市小学校
- 太子町立龍田小学校